# Jüdischer Friedhof Riensberg
Der Jüdische Friedhof Riensberg befindet sich in Schwachhausen, einem Stadtteil der Stadtgemeinde Bremen in der Freien Hansestadt Bremen, unmittelbar neben dem Riensberger Friedhof. Der von einem Wassergraben und einer Mauer umgebene 5.300 m² große jüdische Friedhof in der H.-H.-Meier-Allee 80 (Zugang von der Beckfeldstraße) wurde im Jahr 2008 fertiggestellt. Neben dem seit 1796 bestehenden Jüdischen Friedhof Deichbruchstraße im Ortsteil Hastedt des Bremer Stadtteils Hemelingen ist es heute der zweite in Belegung befindliche jüdische Friedhof in Bremen.
Am 5. Dezember 2013 wurde auf dem Jüdischen Friedhof Riensberg eine Trauerhalle eingeweiht, die nach Plänen des Architekten Alfred Jacoby erstellt wurde.